# Ivanov salaš
Ivanov salaš je chráněný areál v oblasti Ponitří.
Nachází se v katastrálním území obce Kľak v okrese Žarnovica v Banskobystrickém kraji. Území bylo vyhlášeno či novelizováno v roce 2000 na rozloze 19,2809 ha. Ochranné pásmo nebylo stanoveno.